# Lubná (Pardubice)
Lubná é uma comuna checa localizada na região de Pardubice, distrito de Svitavy.